# Cyrtomium
Cyrtomium es un género de helechos perteneciente a la familia  Dryopteridaceae. Comprende 98 especies descritas y de estas, solo 42 aceptadas.

## Taxonomía
El género fue descrito por Karel Presl y publicado en Tentamen Pteridographiae 86, pl. 2, f. 26. 1836. La especie tipo es: Cyrtomium falcatum (L. f.) C. Presl.

## Especies aceptadas
A continuación se brinda un listado de las especies del género Cyrtomium aceptadas hasta noviembre de 2014, ordenadas alfabéticamente. Para cada una se indica el nombre binomial seguido del autor, abreviado según las convenciones y usos.	
- Cyrtomium anomophyllum (Zenker) Fraser-Jenk.,
- Cyrtomium balansae (H.Christ) C.Chr.
- Cyrtomium brevicuneatum Ching & Shing
- Cyrtomium calcicola Ching in Shing
- Cyrtomium caryotideum (Wall. ex Hook. et Grev.) Presl
- Cyrtomium caudatum Ching & Shing
- Cyrtomium confertifolium Ching & Shing
- Cyrtomium confertiserratum J.X.Li, H.S.Kung & Xiao J.Li
- Cyrtomium conforme Ching in Shing
- Cyrtomium coriaceum Ching & Shing
- Cyrtomium cuneatum Ching in Shing
- Cyrtomium devexiscapulae (Koidz.) Ching
- Cyrtomium dubium (H.Karst.) R.M.Tryon & A.F.Tryon
- Cyrtomium elongatum S.K.Wu & P.K.Lôc
- Cyrtomium falcatum (L.f.) Presl
- Cyrtomium falcipinnum Ching & Shing
- Cyrtomium fengianum Ching & Shing
- Cyrtomium fortunei J.Sm.
- Cyrtomium fraxinellum (H.Christ) H.Christ
- Cyrtomium houi Ching in Shing
- Cyrtomium integrum Ching & Shing
- Cyrtomium laetevirens (Hiyama) Nakaike
- Cyrtomium latifalcatum S.K.Wu & Mitsuta
- Cyrtomium longipes Ching & Shing
- Cyrtomium luctuosum J.P.Roux
- Cyrtomium macrophyllum (Mak.) Tagawa
- Cyrtomium maximum Ching & Shing
- Cyrtomium mediocre Ching & Shing
- Cyrtomium megaphyllum Ching & Shing
- Cyrtomium micropterum (Kunze) Ching
- Cyrtomium moupingense Ching & Shing
- Cyrtomium neocaryotideum Ching & Shing in Stiing
- Cyrtomium nephrolepioides (Christ) Copel.
- Cyrtomium obliquum Ching & Shing
- Cyrtomium omeiense China & Shing in Shing
- Cyrtomium ovale Ching & Shing
- Cyrtomium pseudocaryotideum J.P.Roux
- Cyrtomium pseudocaudipinnum Ching & Shing
- Cyrtomium recurvum Ching & Shing
- Cyrtomium reflexosquamatum J.X.Li & F.Q.Zhou
- Cyrtomium retrosopaleaceum Ching & Shing
- Cyrtomium salicipinnum Ching & Shing in Shing
- Cyrtomium serratum Ching & Shing
- Cyrtomium shandongense J.X.Li.
- Cyrtomium simile Ching in Shing
- Cyrtomium sinicum Ching in Shing
- Cyrtomium sinningense Ching & Shing
- Cyrtomium spectabile Ching in Shing
- Cyrtomium taiwanianum Tagawa
- Cyrtomium takusicola Tagawa
- Cyrtomium tengii Ching & Shing
- Cyrtomium trapezoideum Ching & Shing
- Cyrtomium tsinglingense Ching & Shing
- Cyrtomium uniseriale Ching in Shing
- Cyrtomium urophyllum Ching
- Cyrtomium vittatum Christ
- Cyrtomium wangianum Ching & Shing
- Cyrtomium yiangshanense Ching & Y.C.Lan
- Cyrtomium yuanum Ching & Shing
- Cyrtomium yunnanense Ching in Shing